# Stiwoll
Stiwoll là một đô thị thuộc huyện Graz-Umgebung bang Steiermark, nước Áo. Đô thị Stiwoll có diện tích 12,96 km², dân số thời điểm cuối năm 2008 là 707 người.